# Galaxy Airlines (Japonia)
Galaxy Airlines – japońska linia lotnicza cargo z siedzibą w Ōta.

## Historia
Przedsiębiorstwo zostało utworzone 17 maja 2005, a w lutym 2006 złożono wniosek do Ministerstwa Transportu, Infrastruktury oraz Turystyki (MLIT). Zezwolenie na rozpoczęcie działalności zostało wydane we wrześniu 2006. 31 października 2006 działalność została rozpoczęta lotami pomiędzy międzynarodowym portem lotniczym w Tokio i lotniskiem Naha na Okinawie oraz nowym portem lotniczym Kitakyūshū na Kiusiu. W grudniu 2006 przedsiębiorstwo pozyskało drugi samolot, Airbus A300-600F, który od 3 kwietnia 2007 obsługiwał trasy pomiędzy Tokio, Kansai w Osace i Sapporo-Chotose na Hokkaido.
Galaxy Airlines było własnością Sagawa Express (90%) i Japan Airlines (10%) i zatrudniało 122 pracowników (dane z marca 2007).
Działalność linii została wstrzymana w październiku 2008.

## Flota
W październiku 2008 flota Galaxy Airlines Company składała się z:
- 2 Airbus A300-600R Freighter (oba są sprzedawane w wyniku wstrzymania działalności w październiku 2008)